# Округ Катуса (Џорџија)
Катуса (енгл. Catoosa County) је округ у америчкој савезној држави Џорџија.

## Демографија
По попису из 2010. године број становника је 63.942, што је 10.66 (20,0%) становника више него 2000. године.
| Група             | 2000.          | 2010.          |
| Белци             | 51.013 (95,7%) | 59.149 (92,5%) |
| Афроамериканци    | 669 (1,3%)     | 1.392 (2,2%)   |
| Азијати           | 379 (0,7%)     | 783 (1,2%)     |
| Хиспаноамериканци | 621 (1,2%)     | 1.469 (2,3%)   |
| Укупно            | 53.282         | 63.942         |